# Codex Mosquensis I
Codex Mosquensis I designado Ke ou 013 (Gregory-Aland), Απρ1 (von Soden), é um manuscrito uncial grego de Novo Testamento, datado pela paleografia para o século 9.

## Descoberta
Contem 288 fólios dos Atos dos Apóstolos e Epístolas paulinas (33,8 x 24,2 cm). Escrito em em duas colunas por página, em 27 linhas por página.
O texto grego desse codex é um representante do Texto-tipo Bizantino. Aland colocou-o entre a Categoria V.
Actualmente acha-se no Museu Histórico Estatal (V. 93).

## Literatura
- C. F. Matthaei, Novum Testamentum Graece et Latine (Riga, 1782-1788). (as g)
- J. Leroy, Un témoin ancien des petits catéchèses de Théodore Studite, Scriptorium 15 (1961), pp. 36–60.
- Kurt Treu, Die Griechischen Handschriften des Neuen Testaments in der UdSSR; eine systematische Auswertung des Texthandschriften in Leningrad, Moskau, Kiev, Odessa, Tbilisi und Erevan, T & U 91 (Berlin, 1966), pp. 280–283.